# Isabel Jewell
Isabel Jewell est une actrice américaine, née à Shoshoni (Wyoming) le 19 juillet 1907, mort à Hollywood (Californie) le 5 avril 1972.

## Biographie
Isabel Jewell apparaît au cinéma à partir de 1932 et régulièrement jusque dans les années 1950, avant deux derniers films en 1972 (l'ultime sort en 1973, l'année suivant sa mort).
Elle tourne également quelques séries pour la télévision (notamment, un épisode de The Untouchables), entre 1952 et 1962.
Au théâtre, à Broadway, elle participe à deux pièces, en 1932 et 1942.
Pour sa contribution au cinéma, une étoile lui est dédiée sur le Walk of Fame d'Hollywood Boulevard.
Son nom est parfois orthographié « Jewel » et son prénom quelquefois écrit « Isobel ».

## Filmographie partielle
- 1932 : Blessed Event (non créditée) de Roy Del Ruth
- 1933 : Mademoiselle volcan (Bombshell) de Victor Fleming
- 1933 : Sérénade à trois (Design for Living) d'Ernst Lubitsch
- 1934 : L'Ennemi public n° 1 (Manhattan Melodrama) de W. S. Van Dyke
- 1934 : Le Témoin imprévu (Evelyn Prentice) de William K. Howard
- 1935 : L'Ombre du doute (Shadow of Doubt) de George B. Seitz
- 1935 : Un drame au casino (The Casino Murder Case) d'Edwin L. Marin
- 1935 : Le Marquis de Saint-Évremont (A Tale of Two Cities) de Jack Conway
- 1936 : La Petite Provinciale (Small Town Girl) de William A. Wellman
- 1936 : Empreintes digitales (Big Brown Eyes) de Raoul Walsh
- 1936 : Brumes (Ceiling Zero) de Howard Hawks
- 1937 : Les Horizons perdus (Lost Horizon) de Frank Capra
- 1937 : Femmes marquées (Marqued Woman) de Lloyd Bacon
- 1939 : Autant en emporte le vent (Gone with the Wind) de Victor Fleming, George Cukor et Sam Wood
- 1940 : Irène (Irene) de Herbert Wilcox
- 1940 : Marked Men de Sam Newfield
- 1940 : Le Grand Passage (Northwest Passage) de King Vidor
- 1940 : Babies for Sale de Charles Barton
- 1940 : Oh ! Johnny mon amour ! (Oh Johnny, How You Can Love) de Charles Lamont
- 1941 : La Grande Évasion (High Sierra) de Raoul Walsh
- 1943 : L'Homme-léopard (The Leopard Man) de Jacques Tourneur
- 1943 : La Septième Victime (The Seventh Victim) de Mark Robson
- 1944 : Le Joyeux Trio Monahan (The Merry Monahans) de Charles Lamont
- 1945 : Sensation Hunters (en) de Christy Cabanne
- 1946 : La Ville des sans-loi (Badman's Territory) de Tim Whelan
- 1947 : Honni soit qui mal y pense (The Bishop's Wife) de Henry Koster
- 1947 : Né pour tuer (Born to Kill) de Robert Wise
- 1948 : Michael O'Halloran de John Rawlins
- 1953 : L'Étrange Mr. Slade (Man in the Attic) de Hugo Fregonese
- 1957 : Bernardine de Henry Levin
- 1972 : Ciao! Manhattan de John Palmer et David Weisman
- 1973 : Sweet Kill de Curtis Hanson

## Théâtre (piècesà Broadway)
- 1932 : Blessed Event de Manuel Seff et Forrest Wilson, avec Jean Adair, Herman J. Mankiewicz, Lee Patrick (adaptation au cinéma la même année : voir filmographie ci-dessus)
- 1942 : Johnny 2 X 4 de Rowland Brown, avec Jack Lambert, Barry Sullivan